# Таємничий острів (телесеріал)
«Таємничий острів» (англ. Mysterious Island) — канадський телевізійний серіал за мотивами однойменного роману Жуля Верна, що вийшов на екрани в 1995 році.

## Сюжет
Шість американців рятуються втечею на повітряній кулі під час Громадянської війни. Їх заносить бурею на відлюдний острів, загублений у Тихому океані. Опинившись у становищі робінзонів, вони борються за існування, облаштовують собі житло, розраховуючи дочекатися випадкового корабля. З часом вони помічають, що на острові приховується хтось, який ретельно спостерігає за ними…
Невидимий спостерігач, капітан Немо, використовує систему відеоспостереження у стилі «стимпанк». За допомогою мережі камер, встановлених у різних місцях острова, він спостерігає за життям колоністів, і піддає їх різноманітним психологічним дослідам, вимушуючи потрапляти у стресові ситуації. Протягом розвитку подій експерименти капітана Немо стають дедалі «екстремальнішими», оскільки злагодженість друзів у знегодах ставлять під сумнів його думку про притаманність людській породі егоїзму і ненадійності.
У фіналі серіалу капітану Немо таки вдається внести розлад у колектив, але це виявляється хитрістю колоністів, які вже переконалися в існуванні таємничого спостерігача. Після того, як вони нарешті проникають у його притулок, він визнає, що «експеримент» провалено і пропонує їм повернутися до цивілізації на його підводному човні. Але у заключній серії він вирушає в море один, залишивши колоністів на острові.

## Відмінності від роману Жуля Верна
- Головна відмінність екранізації від оригінального твору полягає в тому, що капітан Немо зображений не добросердечним помічником і захисником колоністів, як в романі, а холодним спостерігачем і «експериментатором». Змінені характери й інших персонажів: у фільмі вони складніші і суперечливіші.
- У фільмі присутній жіночий персонаж — Джоанна Пенкроф
- Сайрус Гардінг (Сайрус Сміт) у романі був не армійським капітаном, а інженером
- Ім'я Пенкрофа в романі — Бонавентур, у фільмі — Джек
- Герберт у романі був прийомним, а не рідним сином Пенкрофа, прізвище його було Браун
- Прізвище негра Наба в романі не згадується, у фільмі він названий Небом Брауном. Тут він не слуга Сайруса Гардінга, а тільки солдат армії північан.
- У романі з колоністами був пес, у фільмі він відсутній. Нема історії з прирученням орангутана Юпа
- У романі не було «системи відеоспостереження», як і «експериментів» капітана Немо
- У романі оболонку кулі розриває ураганом, у фільмі її пробиває з гвинтівки капітан Немо
- У фільмі острів не називається «островом Лінкольна», як у романі
- У романі колоністи знаходять Айртона на сусідньому острові Табор, у фільмі — на самому острові. Зв'язок з сюжетом роману «Діти капітана Гранта» також відсутній у фільмі, як і з сюжетом «Двадцяті тисяч льє під водою»
- Збудований колоністами корабель у романі отримав назву «Бонавентур», у фільмі — «Леді Джоанна»
- Нема історії з нападом піратів, полоненням Айртона. На острів прибуває кілька піратів з двома жінками. Розвиток подій закінчується дуеллю Герберта з одним з них, потім пірати залишають колоністів.
- У романі нема згадок про тубільців, у фільмі на острів прибувають двоє темношкірих у супроводі дівчини і старої тубілки. Між ними відбувається двобій, що закінчується смертю одного з тубільців. Переможець з дівчиною і старою теж відпливають з острова.
- У книзі всі герої залишаються у живих (за винятком Юпа), у фільмі гине Джек Пенкроф. Негр Неб також вважається певний час мертвим, але в останній серії капітан Немо повертає його живим Сайрусу Гардінгу.
- Повністю перероблено розв'язку роману: капітан Немо обманює колоністів і відпливає з острова, у романі ж він помирає у них на руках. Фільм закінчується після сцени з обманом капітана, нема історії із загибеллю острова внаслідок виверження вулкана, а також врятування колоністів екіпажем яхти «Дункан».

## У ролях
- Френк Вайттен — Айртон
- Колетт Стівенсон — Джоанна Пенкроф
- Алан Скарф — капітан Сайрус Гардінг[1]
- Дейвід Джонсон — Джек Пенкроф
- Стівен Ловетт — Гедеон Спілетт
- Гордон Майкл Вулветт[en] — Герберт Пенкроф
- Енді Маршалл — Неб Браун
- Джон Бах — капітан Немо